# Pierre-François Moreau (écrivain)
Pour les articles homonymes, voir Pierre-François Moreau et Moreau.
Pierre-François Moreau, né le 7 décembre 1954 à Alger, est un écrivain, réalisateur et scénariste français.

## Biographie
Pierre-François Moreau fait ses débuts comme nouvelliste et auteur de théâtre. En 1981, il est à l’origine d’Acte gratuit, l’un des premiers gratuits parisiens de textes littéraires et d’images. Au cours des décennies suivantes, il collabore à des journaux et des magazines essentiellement sur des sujets culturels, des chroniques d’art et la chronique littéraire. À partir des années 2000, il a été associé à de multiples projets artistiques : danse, photographie, revues, films documentaires et longs-métrages de fiction. Il a publié plusieurs livres : romans, nouvelles, livres d’artistes. 

### Fictions et documentaires
Son film Vigàta dov’è ? (Vigàta, c’est où ?) est un documentaire de création, en sélection officielle de la 26e édition du Cinéma du Réel, 2004, présenté au centre Georges-Pompidou. Réalisé en 2003, le film évoque un voyage Vigàta, une ville qui n'existe pas sinon dans l'œuvre de l’écrivain sicilien Andrea Camilleri ; un film dont le réalisateur compose la musique. Le récit déploie autour d’un voyage d'inspiration poétique différents registres de l’univers noir : les mafieux siciliens, les escroqueries aux bâtiments et infrastructures inachevés, le trafic, les clandestins…, dans la région d’Agrigente, l’une des plaques tournantes de la pègre du sud de la Sicile. Rappelons qu’Andrea Camilleri, décédé en juillet 2019, n’était pas seulement l’un des écrivains de polars les plus appréciés d’Italie, mais aussi une sorte de dandy excentrique, dont les romans ont été adaptés à la télévision. 
Il est le co-scénariste du film de Christophe Cognet Parce que j'étais peintre  sorti dans les salles en mars 2014, un film d'enquête sur l'art rescapé des camps nazis. Ce film a obtenu le Grand Prix, en compétition internationale, aux Escales documentaires de La Rochelle à l'édition 2014. 

### Auteur de biographies
Entre autres biographies écrites par Pierre-François Moreau, on compte celle, remarquée à sa parution en 1987, de Porfirio Rubirosa « le plus doué des étalons du monde occidental…/… gendre du dictateur Trujillo, un des plus sanguinaires du siècle, diplomate-sic, homme de main du Benfactor, indic à ses heures… Sa biographie est exemplaire » écrit Le Canard enchaîné. En 1988, à la demande du magazine Rolling Stone, Pierre-François Moreau enquête sur le suicide de Richard Chanfray chanteur d’opérette des années 1970, amant entre autres conquêtes de la chanteuse Dalida, connu sous le pseudonyme de Saint-Germain, prétendument détenteur de l’élixir de vie éternelle, mais véritable escroc retrouvé mort le 20 juillet 1983 près de Saint-Tropez. Il enquête aussi sur un tableau peint par Claude Buffet, voleur fétichiste de sacs à main, qui, à la suite d’une célèbre prise d’otages à la prison de Clairvaux, terminera sur la guillotine le 28 novembre 1972, après avoir réclamé son exécution.

### Romancier et nouvelliste
Un certain nombre de textes publiés dans Acte gratuit sont des nouvelles noires. On retrouve ce même type d’univers dans Vertige de l’inaction , publié en 1999, dans des nouvelles comme La Blessure invisible, Naples, calibre 7.65, ou Transe sibérienne, ou encore À louer, le plus bel endroit pour mourir. Dans un texte de la même époque, publié en 2010, Le Duende frappeur, se croisent noirceur et ironie. Avec le photographe Serge Van Poucke, disparu brusquement en 1986, il réalise Ni Est Ni Ouest, un roman photo polar en polaroïd noir et blanc où, dans un climat de guerre froide, se mêlent services secrets, trafic d'héroïne et dérision. 
En 1995, il publie Feu le manifeste qu'on retrouve dans le recueil Vertige de l'inaction ; une « plongée en apnée dans les affres de la création littéraire ». Ce "manifeste" est un ensemble d’anecdotes, d’aphorismes sans narration apparente, qui trouve sa cohérence dans sa diffraction. Cette approche se retrouve dans d’autres textes Mais comment devenir un homme belvédère ? ou Le cercueil de ma petite mort, publiés en bilingue dans la revue italienne Private, ou encore Bilan de compétences . 
En 2001, il publie Les Mal Passés, chez Jean-Paul Rocher éditeur, roman en forme de récit sur son enfance en Algérie durant la guerre et le retour en France avec sa famille. Comme le note le critique de Bibliomanie, on y retrouve une composition par diffraction. Le titre fait référence à la tragédie de Malpasset, la rupture du barrage près de Fréjus en décembre 1959. Le texte est salué par la critique pour son style  et « une vision poétique du pire », selon Valérie Colin-Simard, que Psychologies magazine classe parmi les « 1 000 livres essentiels ».
En mai 2018, il publie Après Gerda, un titre en référence à la photographe de guerre Gerda Taro. Ce troisième roman met en scène le célèbre photographe de guerre Robert Capa en voyage à New York, à l'automne 1937, après le décès tragique de sa compagne Gerda Taro, lors d'une bataille près de Madrid. Au cours de ce séjour new-yorkais, avec le photographe hongrois André Kertész, Robert Capa conçoit Death in the Making (La mort à l'œuvre) un livre de photos et d'hommage à Gerda Taro, qui rassemble l'essentiel de leurs reportages effectués entre août 1936 et juillet 1937 en Espagne. Dans ce roman, Pierre-François Moreau développe ce qu'il désigne lui-même comme le "hors-champ sentimental" de ces photos de reportages ; une expression que reprend Roger-Yves Roche en titre de sa chronique. De façon romanesque, l'auteur montre comment leurs relations personnelles ont influé sur leurs parcours professionnels. Robert Capa, alors âgé de 23 ans, y est "saisi dans un vertigineux examen de conscience". 

### Nominations
- Sélection officiel au 26e festival international, Cinéma du Réel, 2004, Centre Georges-Pompidou, Paris : Vigàta dov'è? (Vigàta, c'est où?), 53 min.
- Sélection officiel au 21e Torino Film Festival, festival international du film de Turin, 2003 :Vigàta dov'è? (Vigàta, c'est où?), 53 min.
- Sélectionné en compétition italienne au 1er festival de Syracuse, Il Premio Speciale, Sud-Est Sicilia, 2004 :Vigàta dov'è? (Vigàta, c'est où?), 53 min.
- Invité spécial 4e festival international du film insulaire de l'île de Groix, 2004 :Vigàta dov'è? (Vigàta, c'est où?), 53 min.
- Invité spécial du Mois du documentaire, Aubenas, novembre 2004 :Vigàta dov'è? (Vigàta, c'est où?), 53 min.

## Bourses et distinctions
- 2000 : Pierre-François Moreau a obtenu une bourse du Centre national du livre (CNL).
- 2000 : Pierre-François Moreau a obtenu une Mission Stendhal du ministère des Affaires étrangères.
- 2004 : Pierre-François Moreau a obtenu une bourse du Centre national du livre (CNL).